# Campionati mondiali di ginnastica ritmica 1998
I XXII Campionati mondiali di ginnastica ritmica si sono svolti a Siviglia, in Spagna, dal 6 al 10 maggio 1998.
È stata la prima edizione ad assumere la denominazione campionati mondiali di ginnastica ritmica nonché quella da cui è stato introdotto il sistema di tie-break per risolvere eventuali situazioni di parità nel punteggio.
In questa edizione si assegnarono unicamente i titoli per i gruppi.

## Risultati
| Evento                      | Oro                | Argento            | Bronzo         |
| Gruppo (5 palle)            | Russia 19,850      | Bielorussia 19,816 | Ucraina 19,716 |
| Gruppo (3 nastri, 2 cerchi) | Spagna 19,850      | Bielorussia 19,800 | Ucraina 19,766 |
| Gruppo (concorso completo)  | Bielorussia 39,366 | Spagna 39,133      | Russia 39,132  |

## Medagliere
| Pos. | Nazione     | Oro | Argento | Bronzo | Totale |
| 1    | Bielorussia | 1   | 2       | 0      | 3      |
| 2    | Spagna      | 1   | 1       | 0      | 2      |
| 3    | Russia      | 1   | 0       | 1      | 2      |
| 4    | Ucraina     | 0   | 0       | 2      | 2      |